# 樂行者
《樂行者》（英語：Music Voyager）是新加坡創作歌手林俊傑的首张專輯，於2003年4月10日發行。專輯名稱寓意「在音樂世界裡悠然行走的人」，收录的11首歌曲皆由林俊杰作曲，風格豐富多元，不仅囊括了时下颇受欢迎的R&B和节奏感强烈的舞曲，还融入多样的音乐风格。专辑发行虽遭遇SARS事件，但仍在全亚洲销量超过120万张。2004年5月8日，林俊杰凭此专辑获得第15屆金曲獎「最佳演唱新人獎」。

## 背景
1999年，林俊杰参加了海蝶唱片在新加坡举办的第二届“非常歌手训练班”，与阿杜一起从3000多名选手中脱颖而出，双双赢得了海蝶唱片的歌手合约。签约后，阿杜很快发片并一炮而红，而林俊杰则开始了自己的军营生活。加入军中艺工队的他，经常有机会进行舞台表演，积累了丰富的舞台经验。在服兵役期间，唱片公司也鼓励他多创作歌曲，他在18岁时成功发表了第一首作品。出道前，林俊杰已为张惠妹、阿杜、庾澄庆、可米小子等众多歌手创作了包括〈记得〉、〈一个人住〉、〈放手〉、〈清楚〉等多首歌曲。服完兵役后，林俊杰在唱片公司为他专辑收歌时，一口气交出了与多年好友张思尔创作的30多首作品，每一首都是精品，于是，首张专辑《乐行者》便应运而生。

## 歌曲与创作
整张专辑由林俊杰一手包办所有的曲子并参与制作部分，填词主要由好友张思尔完成。〈就是我〉由Cass Woo编曲，Cass Woo早在陈洁仪的专辑中就展示了他的制作才能。这次与林俊杰的首次合作，以特别的前奏和超科技的编排，展示专辑的开篇曲目的独特风格。〈会读书〉由Kenn C编曲，这首歌的代表了年轻一代的心声，也是一首帮助学生释放压力的歌曲，去帮忙学生放下压力轻松的面对未来。〈冻结〉创作的灵感源于林俊杰和他交往三年的女朋友在分手前的美好时刻，林俊杰希望通过这首歌捕捉并冻结那些珍贵的回忆。〈会有那么一天〉是林俊杰创作给自己的爷爷奶奶的，讲述的是一段生死离别的爱情故事。〈不懂〉是林俊杰写给张惠妹〈记得〉的原始版词曲作品，创作灵感来自当时和女友的一次吵架。

## 宣传
2003年7月17日，恰逢SARS事件危机解除，唱片公司随即安排为林俊杰在北京新街口JJ迪厅举办歌友会。这是林俊杰在中国大陆的首个通告，唱片公司害怕俊杰是新人号召力不够，于是请来了阿杜、沙宝亮、爱戴、周彦宏站台，但歌友会结束后就完全不一样了，林俊杰的表现征服了当场所有的歌迷和记者，获得了当时媒体最高的褒奖。
在公司的安排下，林俊杰前后3次赴内地巡回宣传，所到达的城市包括北京、上海、广州、深圳、成都、重庆、长沙、天津、福州、武汉、厦门、泉州、石狮等地。

## 曲目列表
| 曲序     | 曲目                        | 编曲            | 製作人               | 时长  |
| -------- | --------------------------- | --------------- | -------------------- | ----- |
| 1.       | 就是我（I'm The One）       | Case Woo        | 林俊杰 许环良        | 3:13  |
| 2.       | 會讀書（Books）             | Case Woo        | 林俊杰 吴剑泓        | 3:25  |
| 3.       | 翅膀（Wings）               | 吳慶隆          | 梁定江 黄元成 吴剑泓 | 3:39  |
| 4.       | 星球（Planet）              | 梁定江 Case Woo | 梁定江               | 3:43  |
| 5.       | 凍結（Freeze）              | 吳慶隆          | 林俊杰 吴剑泓 梁定江 | 4:45  |
| 6.       | 壓力（Pressure）            | 李乃剛          | 陈豪 庄加靖          | 3:09  |
| 7.       | 女兒家（The Girls）         | Case Woo        | 林俊杰 许环良 黄元成 | 4:08  |
| 8.       | 星空下的吻（Heaven's Kiss） | Kenn C          | 林俊杰 吴剑泓        | 3:41  |
| 9.       | 讓我心動的人（My Beloved）  | 梁定江 Case Woo | 梁定江               | 3:30  |
| 10.      | 會有那麼一天（Someday）     | 屠潁            | 林俊杰 许环良        | 4:03  |
| 11.      | 不懂（I Don't Know）        | 吴庆隆          | 许环良 黄元成        | 4:31  |
| 总时长： | 总时长：                    | 总时长：        | 总时长：             | 41:09 |

| 《樂行者》卡拉OK版 | 《樂行者》卡拉OK版          |
| 曲序               | 曲目                        |
| ------------------ | --------------------------- |
| 1.                 | 就是我（I'm The One）       |
| 2.                 | 會讀書（Books）             |
| 3.                 | 翅膀（Wings）               |
| 4.                 | 星球（Planet）              |
| 5.                 | 凍結（Freeze）              |
| 6.                 | 女兒家（The Girls）         |
| 7.                 | 星空下的吻（Heaven's Kiss） |
| 8.                 | 讓我心動的人（My Beloved）  |
| 9.                 | 會有那麼一天（Someday）     |
| 10.                | 不懂（I Don't Know）        |

## 音樂錄影帶
| 曲序 | 歌名         | 執導   | 附註       |
| ---- | ------------ | ------ | ---------- |
| 01   | 就是我       | 周敦煌 | 姚安琪出演 |
| 02   | 會讀書       | @pple  |            |
| 03   | 翅膀         | 周敦煌 | 姚安琪出演 |
| 04   | 星球         |        |            |
| 05   | 凍結         | 周敦煌 |            |
| 07   | 女兒家       |        |            |
| 08   | 星空下的吻   |        |            |
| 09   | 讓我心動的人 |        |            |
| 10   | 會有那麼一天 | 陳家正 |            |
| 11   | 不懂         | 周敦煌 |            |

## 奖项
首张专辑《乐行者》发布后，林俊杰荣登新加坡YES 933醉心频道年度总结「十大最受欢迎男歌手」第二名，获得新加坡金曲奖「最佳新人金奖」，入围马来西亚第三届金曲红人颁奖典礼「最有潜质新人奖」，提名百事音乐风云榜「港台及海外华人最佳新人」，HITO流行音乐奖「声猛新人男新人奖」；并凭着这张专辑在2004年5月9日获台湾第15届金曲奖「最佳演唱新人奖」。
| 年份 | 颁奖典礼／单位               | 獎項                   | 提名者／作品       | 結果 | 来源   |
| ---- | ---------------------------- | ---------------------- | ------------------ | ---- | ------ |
| 2003 | 第10届新加坡金曲奖           | 最佳新人奖（金）       | 林俊傑             | 獲獎 | [ 14 ] |
| 2004 | 2004 Hito流行音樂獎          | Hito声猛男新人         | 林俊傑             | 獲獎 | [ 15 ] |
| 2004 | 第四届音乐风云榜颁奖盛典     | 港台及海外华人最佳新人 | 林俊傑／《乐行者》 | 提名 | [ 16 ] |
| 2004 | 第四届音乐风云榜颁奖盛典     | 港台十大金曲           | 林俊傑／〈就是我〉 | 獲獎 | [ 16 ] |
| 2004 | 第15屆金曲獎                 | 最佳演唱新人奖         | 林俊傑／《乐行者》 | 獲獎 | [ 17 ] |
| 2004 | 2003 MusicRadio中国TOP排行榜 | 港台最受欢迎新人       | 林俊傑             | 獲獎 |        |

## 发行历史
| 地区     | 版本                   | 日期          | 格式              | 厂牌     | 来源   |
| -------- | ---------------------- | ------------- | ----------------- | -------- | ------ |
| 全球     | 正式版                 | 2003年4月10日 | 數位下載 串流媒體 | 海蝶音乐 |        |
| 台湾     | 正式版                 | 2003年4月10日 | CD                | 丰华唱片 | [ 18 ] |
| 台湾     | 卡拉OK版               | 2003年10月8日 | VCD               | 丰华唱片 | [ 19 ] |
| 台湾     | 180g LP 限量版黑膠唱片 | 2016年2月19日 | LP                | 海蝶音乐 | [ 20 ] |
| 新加坡   | 正式版                 | 2003年4月10日 | CD                | 海蝶音乐 | [ 21 ] |
| 马来西亚 | 正式版                 | 2003年4月10日 | CD                | 海螺音乐 | [ 21 ] |
| 马来西亚 | 正式版                 | 2003年4月10日 | 卡带              | 海螺音乐 | [ 21 ] |
| 马来西亚 | 卡拉OK版               | 2003年10月8日 | VCD               | 海螺音乐 | [ 21 ] |
| 中国大陆 | 正式版                 | 2003年4月10日 | CD + VCD          | 星文唱片 | [ 21 ] |
| 中国大陆 | 正式版                 | 2003年4月10日 | 卡带              | 星文唱片 | [ 21 ] |
| 中国大陆 | 卡拉OK版               | 2003年10月8日 | VCD               | 星文唱片 | [ 21 ] |
| 中国大陆 | 特别版                 | 2003年        | CD + VCD          | 星文唱片 | [ 21 ] |

## 外部鏈接
- YouTube上的樂行者播放列表